# L'Occitane en Provence
L'Occitane en Provence ou mais conhecida como L'Occitane, é uma empresa multinacional de cosméticos, perfumes, spas e cuidados pessoais sediada em Manosque, França. A L'Occitane detém os direitos das marcas Melvita, Le Couvent des Minimes, Erborian e L'Occitane au Brésil e é cotada na Bolsa de Valores de Hong Kong desde 2010.
Em 2014, a marca lançou a L'Occitane au Brésil, uma estratégia para comemorar os 40 anos da empresa, lançando a primeira linha produtos fabricados fora da França. 

## Produtos
Os produtos da L'occitane são desenvolvidos e produzidos da fábrica principal da empresa em Manosque, que emprega cerca de  1.000 empregados.
De acordo com a empresa, não há testes com animais, nem pesquisas envolvendo animais, exceto em colméias. A L'Occitane desenvolve a maioria dos seus produtos e ingredientes de acordo com as especificações da empresa Ecocert.